# 미즈하라 코요미
미즈하라 코요미(水原 暦, 보통 요미(よみ)로 불린다, 한국어 더빙판은 박재경)는 일본의 애니메이션과 만화 시리즈 《아즈망가 대왕》에 등장하는 인물이다.

## 인물
보통 요미로 불린다. 초등학교 시절부터 토모의 단짝 친구이자 라이벌이다. 주요 등장인물 중 가장 합리적이며, 성숙하며 진지하기 때문에 토모와 좋은 대조를 보인다. 종종 친구들의 경박한 행동에 아연실색하거나 또는 그런 행동을 꾸짖는다. 극도로 화가 나면 어퍼컷을 먹여 실신시키기도 한다(토모에게). 자신이 친구들보다 정신연령이 높다는 것을 자랑스럽게 생각하지만, 때로는 친구들과 똑같은 수준이 되기도 한다. 예를 들면 에피소드 끝 부분에서 대학 입학 시험을 치르기 전, 치요에게 부적을 통해 자신의 지능을 높여 달라고 부탁하기도 한다(이는 토모와 오사카가 예전에 한 행위이다). 종종 사악한 유머 감각을 발휘하는데, 예를 들면 오사카에게 매운 고추 크로켓을 맵지 않은 것이라고 속이고 먹여서 딸꾹질을 하도록 만든다. 토모가 유카리 선생과 비슷하다면, 요미는 체육 선생인 쿠로사와 미나모와 비슷하게 보이기도 한다.
공부와 운동 둘 다 잘 한다. 성적은 치요에 이어 2등. 하지만 운동은 사카키나 카구라처럼 아주 뛰어나지는 않다. 건강하면서 적합한 몸매를 지니고 있는 것처럼 보이지만, 자신이 살이 쪘다는 컴플렉스가 강하며, 과자 및 양념 음식에 대한 식욕과 투쟁한다. 꾸준하게 새로운 다이어트 비법을 시도하며, 가끔 남몰래 라디오 방송국에 다이어트 진척 상황을 보고하고 조언을 구하는 편지를 보내며, 토모는 이 사실을 알아내고 요미를 놀린다. 크리스마스 에피소드에서 가라오케 노래를 부르며, 심한 음치임을 드러낸다(아이러니한 사실은 그녀의 성우 다나카 리에는 고운 목소리로 유명하다).
좋은 성적에도 불구하고, 요미는 친구들 중 대학 입학 시험에 가장 늦게 합격한다.
요미의 풀네임은 작품 내에서 주요 등장인물 중 가장 늦게 호명된다. 그녀의 친구들은 요미라는 명칭만을 부르며, 유카리 선생이 그녀의 풀네임을 부른다.
요미의 이름은 '달력'을, 성은 '물로 채워진 벌판'을 뜻한다.

## 성우
TV 시리즈 및 극장판타나카 리에
아즈망가 웹 대왕유키노 사츠키
한국어판한원자
영어판낸시 노보트니

## 캐릭터송
- 《それぞれのOne Way》 하타 아키 작사, 가나이 고스케 작곡
- 《おいしいキミたち》 하타 아키 작사, 이토 마스미 작곡